# Stevenia eggeri
Stevenia eggeri is een vliegensoort uit de familie van de Rhinophoridae (Pissebedvliegen). De wetenschappelijke naam van de soort is voor het eerst geldig gepubliceerd in 1906 door Strobl.